# アユーラ
アユーラ（AYURA）は、アインホールディングスの完全子会社の株式会社アユーラ ラボラトリーズが販売する化粧品ブランド名である。AYURAというブランド名はサンスクリット語で生命を意味するAYUSからの造語。西洋科学と東洋叡知の融合をコンセプトにし、健康的に美しくなることを目指した商品を開発・展開している。
2015年8月まで株式会社アユーラ ラボラトリーズは資生堂の完全子会社であり、資生堂が開発し、別会社を設立して販売しているブランド、「ノンエス（資生堂）」（「アウト・オブ・シセイドー」）の一つであった。「ノンエス」には、このほかにイプサ、ディシラ、エテュセなどがある。